# قرية (شمال سيناء)
قرية إحدى قرى مركز الحسنة التابع لمحافظة شمال سيناء بجمهورية مصر العربية.